# Account manager
Account manager (polski termin: „opiekun klienta”) – pracownik odpowiedzialny za kontakt z klientem i przekazywanie jego uwag do odpowiednich działów firmy.
Natomiast key account manager (KAM) to „specjalista do spraw kluczowych klientów”, również „kierownik ds. kluczowych klientów” (np. korporacyjnych).
Określenie to, pierwotnie dotyczące pracowników agencji reklamowych, rozprzestrzeniło się także na pracowników banków oraz innych branż, którzy mają bezpośredni kontakt z klientem.